# Custard

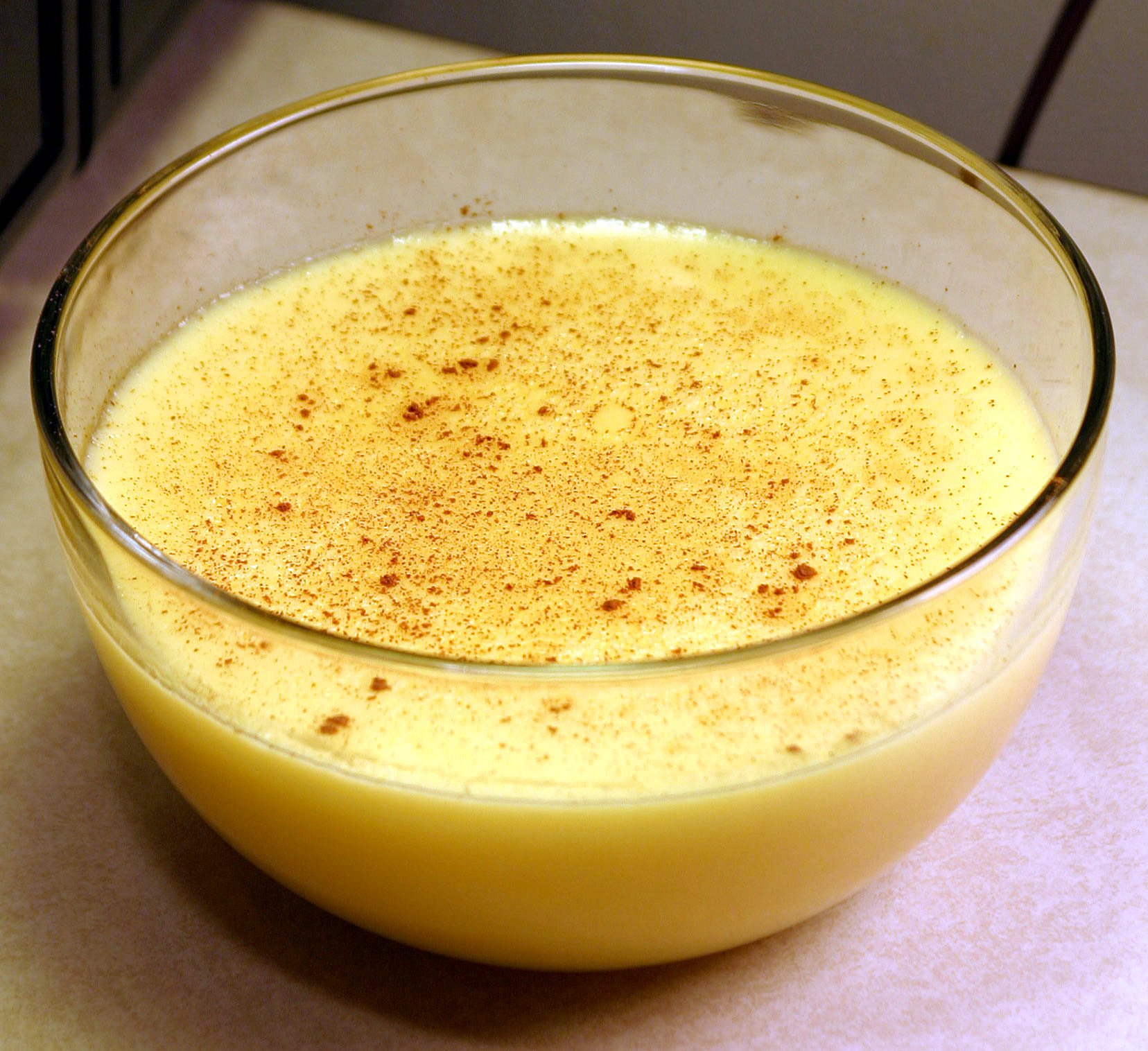
Custard w miseczce

Custard – inaczej sos angielski. Słodki sos używany jako dodatek do deserów, przyrządzany na bazie mleka i żółtek, czasami z dodatkiem mąki, skrobi kukurydzianej lub żelatyny. Podobny do kisielu mlecznego, lecz bardziej jajeczny. Mimo iż rzadko produkowany jest w innych smakach niż podstawowy mleczny lub waniliowy, to spotyka się też wersje pikantne z dodatkiem anyżu, cynamonu, kardamonu i ziaren ziela angielskiego, które podawane są z konfiturą z jeżyn i kruchymi ciasteczkami maślanymi.
Odmiana niezawierająca jaj – „Bird’s custard” (nazwa własna i eponim od nazwiska Alfreda Birda (1811–1878) – wynalazcy wersji w proszku) to odpowiednik polskiego budyniu. W Anglii nazywany jest po prostu custard.